# 副狒
副狒（Parapapio）是一屬史前的狒狒，外表像森林的白瞼猴。副狒與狒狒不同的是，牠的眉嵴很窄，沒有犬齒窩或矢狀嵴，只有少許兩性異形。
現時已知有四個副狒的物種，包括P. jonesi、P. whitei、P. broomi及P. antiquus，但這些分類卻仍有一些爭議。傳統上，這些物種都只在臼齒的大小來作出分野，如P. jonesi的臼齒最細小，P. whitei的則最大，但是P. broomi的臼齒差異卻與這兩種副狒一致。P. jonesi的鼻端較P. whitei的更為方形，但較Pp. broomi為圓。這些分野實在太微小，故有需要更完善的分類條件。
雖然一些學者指副狒分類有問題，但卻不贊成重新分類。這是由於P. broomi與P. jonesi的平均牙齒大小或同位素特徵沒有明顯差異，這顯示牠們可能是兩性異形的同一物種。但是P. broomi及P. whitei的差異範圍重疊，並且沒有統計學上的差異，故有建議指牠們其實是同一物種。更複雜的是，P. jonesi的標本在面部特徵上都與其他副狒有明顯不同。

## 外部連結
- Mikko's Phylogeny Archive
- Proctor, Darby. Taxon, Site and Temporal Differentiation Using Dental Microwear in the Southern African Papionins. M.A. Thesis. Georgia State University, 2007.